# St. Marys (Kansas)
St. Marys es una ciudad ubicada en el condado de Pottawatomie en el estado estadounidense de Kansas. En el año 2010 tenía una población de 2627 habitantes y una densidad poblacional de 905,86 personas por km².

## Geografía
St. Marys se encuentra ubicada en las coordenadas 39°11′47″N 96°4′7″O / 39.19639, -96.06861 (39.196273, -96.068672).

## Demografía
Según la Oficina del Censo en 2000 los ingresos medios por hogar en la localidad eran de $28,083 y los ingresos medios por familia eran $28,063. Los hombres tenían unos ingresos medios de $25,595 frente a los $23,750 para las mujeres. La renta per cápita para la localidad era de $15,536. Alrededor del 31.1% de la población estaban por debajo del umbral de pobreza.